# Distrito de Montbard
El distrito de Montbard es un distrito (del francés: arrondissement) de Francia, que se localiza en el departamento de Côte-d'Or, de la región de Borgoña (del francés: Bourgogne). Su chef-lieu es la ciudad de Montbard.

## Historia
Cuando se creó el departamento de Côte-d'Or el 4 de marzo de 1790, Montbard no era uno de los distritos originales. El distrito de Montbard fue creado en 1926 con la fusión de los distritos de Châtillon-sur-Seine y Semur-en-Auxois.

## Geografía
El distrito de Montbard limita al norte con los departamentos Aube (Champaña-Ardenas) y Alto Marne (Champaña-Ardenas), al este con el distrito de Dijon, al sur con el distrito de Beaune, al suroeste con el departamento de Nièvre (Borgoña) y al oeste con el departamento de Yonne (Borgoña).
Es el mayor distrito del departamento, con una superficie de 3595,9 km², pero el de menor población con 61.327 habitantes y una densidad poblacional de 17,1 habitantes/km².

## División territorial

### Cantones
El distrito de Dijon tiene 12 cantones:
1. Cantón de Aignay-le-Duc
2. Cantón de Baigneux-les-Juifs
3. Cantón de Châtillon-sur-Seine
4. Cantón de Laignes
5. Cantón de Montbard
6. Cantón de Montigny-sur-Aube
7. Cantón de Précy-sous-Thil
8. Cantón de Recey-sur-Ource
9. Cantón de Saulieu
10. Cantón de Semur-en-Auxois
11. Cantón de Venarey-les-Laumes
12. Cantón de Vitteaux

### Comunas
| 1. Aignay-le-Duc (21004)             | 2. Aisey-sur-Seine (21006)             | 3. Aisy-sous-Thil (21007)               | 4. Alise-Sainte-Reine (21008)               |
| 5. Ampilly-le-Sec (21012)            | 6. Ampilly-les-Bordes (21011)          | 7. Arnay-sous-Vitteaux (21024)          | 8. Arrans (21025)                           |
| 9. Asnières-en-Montagne (21026)      | 10. Athie (21029)                      | 11. Autricourt (21034)                  | 12. Avosnes (21040)                         |
| 13. Baigneux-les-Juifs (21043)       | 14. Balot (21044)                      | 15. Bard-lès-Époisses (21047)           | 16. Beaulieu (21052)                        |
| 17. Beaunotte (21055)                | 18. Belan-sur-Ource (21058)            | 19. Bellenod-sur-Seine (21061)          | 20. Beneuvre (21063)                        |
| 21. Benoisey (21064)                 | 22. Beurizot (21069)                   | 23. Bierre-lès-Semur (21073)            | 24. Billy-lès-Chanceaux (21075)             |
| 25. Bissey-la-Côte (21077)           | 26. Bissey-la-Pierre (21078)           | 27. Blessey (21084)                     | 28. Boudreville (21090)                     |
| 29. Bouix (21093)                    | 30. Boussey (21097)                    | 31. Boux-sous-Salmaise (21098)          | 32. Brain (21100)                           |
| 33. Braux (21101)                    | 34. Brianny (21108)                    | 35. Brion-sur-Ource (21109)             | 36. Brémur-et-Vaurois (21104)               |
| 37. Buffon (21114)                   | 38. Buncey (21115)                     | 39. Bure-les-Templiers (21116)          | 40. Busseaut (21117)                        |
| 41. Bussy-le-Grand (21122)           | 42. Buxerolles (21123)                 | 43. Chambain (21129)                    | 44. Chamesson (21134)                       |
| 45. Champ-d'Oiseau (21137)           | 46. Champeau-en-Morvan (21139)         | 47. Champrenault (21141)                | 48. Channay (21143)                         |
| 49. Charencey (21144)                | 50. Charigny (21145)                   | 51. Charny (21147)                      | 52. Charrey-sur-Seine (21149)               |
| 53. Chassey (21151)                  | 54. Chaugey (21157)                    | 55. La Chaume (21159)                   | 56. Chaume-lès-Baigneux (21160)             |
| 57. Chaumont-le-Bois (21161)         | 58. Chemin-d'Aisey (21165)             | 59. Chevannay (21168)                   | 60. Châtillon-sur-Seine (21154)             |
| 61. Clamerey (21177)                 | 62. Corpoyer-la-Chapelle (21197)       | 63. Corrombles (21198)                  | 64. Corsaint (21199)                        |
| 65. Coulmier-le-Sec (21201)          | 66. Courban (21202)                    | 67. Courcelles-Frémoy (21203)           | 68. Courcelles-lès-Montbard (21204)         |
| 69. Courcelles-lès-Semur (21205)     | 70. Crépand (21212)                    | 71. Cérilly (21125)                     | 72. Dampierre-en-Montagne (21224)           |
| 73. Darcey (21226)                   | 74. Dompierre-en-Morvan (21232)        | 75. Duesme (21235)                      | 76. Essarois (21250)                        |
| 77. Fain-lès-Montbard (21259)        | 78. Fain-lès-Moutiers (21260)          | 79. Faverolles-lès-Lucey (21262)        | 80. Flavigny-sur-Ozerain (21271)            |
| 81. Flée (21272)                     | 82. Fontaines-en-Duesmois (21276)      | 83. Fontaines-les-Sèches (21279)        | 84. Fontangy (21280)                        |
| 85. Forléans (21282)                 | 86. Fresnes (21287)                    | 87. Frôlois (21288)                     | 88. Genay (21291)                           |
| 89. Gevrolles (21296)                | 90. Gissey-le-Vieil (21298)            | 91. Gissey-sous-Flavigny (21299)        | 92. Gomméville (21302)                      |
| 93. Les Goulles (21303)              | 94. Grancey-sur-Ource (21305)          | 95. Grignon (21308)                     | 96. Griselles (21309)                       |
| 97. Grésigny-Sainte-Reine (21307)    | 98. Gurgy-la-Ville (21312)             | 99. Gurgy-le-Château (21313)            | 100. Hauteroche (21314)                     |
| 101. Jailly-les-Moulins (21321)      | 102. Jeux-lès-Bard (21324)             | 103. Jours-lès-Baigneux (21326)         | 104. Juillenay (21328)                      |
| 105. Juilly (21329)                  | 106. Lacour-d'Arcenay (21335)          | 107. Laignes (21336)                    | 108. Lantilly (21341)                       |
| 109. Larrey (21343)                  | 110. Leuglay (21346)                   | 111. Lignerolles (21350)                | 112. Louesme (21357)                        |
| 113. Lucenay-le-Duc (21358)          | 114. Lucey (21359)                     | 115. Magny-Lambert (21364)              | 116. Magny-la-Ville (21365)                 |
| 117. Maisey-le-Duc (21372)           | 118. Marcellois (21377)                | 119. Marcenay (21378)                   | 120. Marcigny-sous-Thil (21380)             |
| 121. Marcilly-et-Dracy (21381)       | 122. Marigny-le-Cahouët (21386)        | 123. Marmagne (21389)                   | 124. Massingy (21393)                       |
| 125. Massingy-lès-Semur (21394)      | 126. Massingy-lès-Vitteaux (21395)     | 127. Mauvilly (21396)                   | 128. Menesble (21402)                       |
| 129. Meulson (21410)                 | 130. Millery (21413)                   | 131. Minot (21415)                      | 132. Missery (21417)                        |
| 133. Moitron (21418)                 | 134. Molesme (21419)                   | 135. Molphey (21422)                    | 136. Montbard (21425)                       |
| 137. Montberthault (21426)           | 138. Montigny-Montfort (21429)         | 139. Montigny-Saint-Barthélemy (21430)  | 140. Montigny-sur-Armançon (21431)          |
| 141. Montigny-sur-Aube (21432)       | 142. Montlay-en-Auxois (21434)         | 143. Montliot-et-Courcelles (21435)     | 144. Montmoyen (21438)                      |
| 145. Mosson (21444)                  | 146. La Motte-Ternant (21445)          | 147. Moutiers-Saint-Jean (21446)        | 148. Mussy-la-Fosse (21448)                 |
| 149. Ménétreux-le-Pitois (21404)     | 150. Nan-sous-Thil (21449)             | 151. Nesle-et-Massoult (21451)          | 152. Nicey (21454)                          |
| 153. Nod-sur-Seine (21455)           | 154. Nogent-lès-Montbard (21456)       | 155. Noidan (21457)                     | 156. Noiron-sur-Seine (21460)               |
| 157. Normier (21463)                 | 158. Obtrée (21465)                    | 159. Oigny (21466)                      | 160. Origny (21470)                         |
| 161. Orret (21471)                   | 162. Planay (21484)                    | 163. Poinçon-lès-Larrey (21488)         | 164. Poiseul-la-Ville-et-Laperrière (21490) |
| 165. Pont-et-Massène (21497)         | 166. Posanges (21498)                  | 167. Pothières (21499)                  | 168. Pouillenay (21500)                     |
| 169. Prusly-sur-Ource (21510)        | 170. Précy-sous-Thil (21505)           | 171. Puits (21511)                      | 172. Quemigny-sur-Seine (21514)             |
| 173. Quincerot (21516)               | 174. Quincy-le-Vicomte (21518)         | 175. Recey-sur-Ource (21519)            | 176. Riel-les-Eaux (21524)                  |
| 177. La Roche-Vanneau (21528)        | 178. La Roche-en-Brenil (21525)        | 179. Rochefort-sur-Brévon (21526)       | 180. Roilly (21529)                         |
| 181. Rougemont (21530)               | 182. Rouvray (21531)                   | 183. Saffres (21537)                    | 184. Saint-Andeux (21538)                   |
| 185. Saint-Broing-les-Moines (21543) | 186. Saint-Didier (21546)              | 187. Saint-Euphrône (21547)             | 188. Saint-Germain-Source-Seine (21551)     |
| 189. Saint-Germain-de-Modéon (21548) | 190. Saint-Germain-le-Rocheux (21549)  | 191. Saint-Germain-lès-Senailly (21550) | 192. Saint-Hélier (21552)                   |
| 193. Saint-Marc-sur-Seine (21557)    | 194. Saint-Mesmin (21563)              | 195. Saint-Rémy (21568)                 | 196. Saint-Thibault (21576)                 |
| 197. Sainte-Colombe (21544)          | 198. Sainte-Colombe-sur-Seine (21545)  | 199. Salmaise (21580)                   | 200. Saulieu (21584)                        |
| 201. Savoisy (21594)                 | 202. Seigny (21598)                    | 203. Semond (21602)                     | 204. Semur-en-Auxois (21603)                |
| 205. Senailly (21604)                | 206. Sincey-lès-Rouvray (21608)        | 207. Souhey (21612)                     | 208. Soussey-sur-Brionne (21613)            |
| 209. Terrefondrée (21626)            | 210. Thenissey (21627)                 | 211. Thoires (21628)                    | 212. Thoisy-la-Berchère (21629)             |
| 213. Thorey-sous-Charny (21633)      | 214. Thoste (21635)                    | 215. Torcy-et-Pouligny (21640)          | 216. Touillon (21641)                       |
| 217. Toutry (21642)                  | 218. Uncey-le-Franc (21649)            | 219. Vannaire (21653)                   | 220. Vanvey (21655)                         |
| 221. Velogny (21662)                 | 222. Venarey-les-Laumes (21663)        | 223. Verdonnet (21664)                  | 224. Verrey-sous-Salmaise (21670)           |
| 225. Vertault (21671)                | 226. Vesvres (21672)                   | 227. Veuxhaulles-sur-Aube (21674)       | 228. Vic-de-Chassenay (21676)               |
| 229. Vic-sous-Thil (21678)           | 230. Vieux-Château (21681)             | 231. Villaines-en-Duesmois (21685)      | 232. Villaines-les-Prévôtes (21686)         |
| 233. Villargoix (21687)              | 234. Villars-et-Villenotte (21689)     | 235. Villeberny (21690)                 | 236. Villedieu (21693)                      |
| 237. Villeferry (21694)              | 238. La Villeneuve-les-Convers (21695) | 239. Villeneuve-sous-Charigny (21696)   | 240. Villers-Patras (21700)                 |
| 241. Villiers-le-Duc (21704)         | 242. Villotte-sur-Ource (21706)        | 243. Villy-en-Auxois (21707)            | 244. Viserny (21709)                        |
| 245. Vitteaux (21710)                | 246. Vix (21711)                       | 247. Voulaines-les-Templiers (21717)    | 248. Échalot (21237)                        |
| 249. Époisses (21247)                | 250. Éringes (21248)                   | 251. Étais (21252)                      | 252. Étalante (21253)                       |
| 253. Étormay (21257)                 | 254. Étrochey (21258)                  |                                         |                                             |